# Savitribai Phule
Savitribai Phule (Naigaon, distrito de Satara, 3 de enero de 1831-Pune, 10 de marzo de 1897) fue una reformadora social, pedagoga y poeta india de Maharastra. Se la considera la primera profesora de la India y la madre del feminismo indio. Junto con su esposo, Jyotirao Phule, desempeñó un papel importante en la mejora de los derechos de las mujeres en la India. Fundaron una de las primeras escuelas de niñas indias en Pune, en Bhide wada en 1848. Trabajó para abolir la discriminación y el trato injusto de las personas por motivos de casta y género. Se la considera una figura importante del movimiento de reforma social en Maharashtra.
Filántropa y educadora, Phule también fue una prolífica escritora en lengua marathi.

## Primeros años
Savitribai Phule nació el 3 de enero de 1831 en la aldea de Naigaon, en el distrito de Satara (Maharashtra). Su lugar de nacimiento estaba a unos cinco kilómetros de Shirval y a unos 50 kilómetros de Pune. Savitribai Phule era la hija mayor de Lakshmi y Khandoji Nevase Patil, quienes pertenecían a la comunidad de Mali. Savitribai y Jotirao no tuvieron hijos propios. Se dice que adoptaron a Yashawantrao, un hijo de una viuda brahmán. Sin embargo, no hay evidencia original de esto.

## Educación
En el momento de su matrimonio, Savitribai no tenía educación. Jyotirao educó a Savitribai en su casa. Después de completar su educación primaria con Jyotirao, su educación adicional fue responsabilidad de sus amigos, Sakharam Yeshwant Paranjpe y Keshav Shivram Bhavalkar. También se inscribió en dos programas de formación para maestros. El primero fue en una institución dirigida por una misionera estadounidense, Cynthia Farrar, en Ahmednagar. El segundo curso fue en una escuela normal en Pune. Dada su formación, Savitribai pudo haber sido la primera profesora y directora india. La fecha de nacimiento de Savitribai, es decir, el 3 de enero, se celebra como Balika Din en todo Maharashtra, especialmente en las escuelas de niñas.

## Carrera
Después de completar su formación como maestra, Savitribai Phule comenzó a enseñar a niñas en el Maharwada en Pune. Lo hizo junto a Sagunabai, una feminista revolucionaria y mentora de Jyotirao. Poco después de comenzar a enseñar con Sagunabai, Savitribai y Jyotirao Phule, junto con Sagunabai, abrieron su propia escuela en Bhide Wada, en donde vivía Tatya Saheb Bhide, quien se inspiró en el trabajo que estaba haciendo el trío. El plan de estudios en Bhide Wada incluía el plan de estudios occidental tradicional de matemáticas, ciencias y estudios sociales. A fines de 1851, Savitribai y Jyotirao Phule dirigieron tres escuelas diferentes para niñas en Pune. Combinadas, las tres escuelas tenían aproximadamente ciento cincuenta estudiantes matriculados. Al igual que el plan de estudios, los métodos de enseñanza empleados por las tres escuelas difieren de los utilizados en las escuelas públicas. El autor, Divya Kandukuri, cree que los métodos de Phule se consideraban superiores a los utilizados por las escuelas públicas. Como resultado de esta reputación, el número de niñas que reciben su educación en las escuelas de Phule supera en número al número de niños matriculados en las escuelas públicas.
El éxito de Savitribai y Jyotirao Phule creó con mucha resistencia de la comunidad local con puntos de vista conservadores. Kandukuri afirma que Savitribai viajaba a menudo a su escuela con un sari adicional porque su oposición conservadora la atacaría con piedras, estiércol y abusos verbales. Los Phules se enfrentaron a una oposición tan fuerte debido a la casta conservadora (brahmán) y marginada a la que pertenecían. A la comunidad de Shudrá se le había negado la educación durante miles de años. Por esta razón, muchos brahmanes comenzaron a oponerse al trabajo de Jyotirao y Savitribai y lo etiquetaron como "malvado". Este alboroto siempre fue instigado por las castas superiores. Hasta 1849, Savitribai y Jyotirao Phule vivían en la casa del padre de Jyotirao. Sin embargo, en 1849, el padre de Jyotirao pidió a la pareja que abandonara su casa porque su trabajo se consideraba un pecado en los textos brahmánicos.
Después de mudarse de la casa del padre de Jyotirao, los Phule se mudaron con la familia de uno de los amigos de Jyotirao, Usman Sheikh. Fue allí donde Savitribai conoció a una amiga y colega que pronto sería llamada Fatima Begum Sheikh. Según Nasreen Sayyed, un destacado erudito en Sheikh, «Fatima Sheikh ya sabía leer y escribir, su hermano Usman, que era amigo de Jyotiba, había alentado a Fatima a tomar el curso de formación de maestros. Ella fue junto con Savitribai a la Escuela Normal y ambos se graduaron juntos. Fue la primera profesora musulmana de la India». Fatima y Savitribai abrieron una escuela en la casa de Sheikh en 1849.
En la década de 1850, Savitribai y Jyotirao Phule establecieron dos fideicomisos educativos. Se titulaban: Escuela de Mujeres Nativas, Pune y Sociedad para la Promoción de la Educación de Mahars, Mangs y Etcéteras. Estos dos fideicomisos terminaron abarcando muchas escuelas que fueron dirigidas por Savitribai Phule y más tarde, Fatima Sheikh. 
Jyotirao resume a Savitribai y su trabajo en una entrevista concedida al periódico misionero cristiano, Dnyanodaya, el 15 de septiembre de 1853, diciendo:

Se me ocurrió que la mejora que se produce en un niño debido a la madre es muy importante y buena. Entonces, quienes se preocupan por la felicidad y el bienestar de este país definitivamente deben prestar atención a la condición de las mujeres y hacer todo lo posible para impartirles conocimientos si quieren que el país progrese. Con este pensamiento, comencé la escuela para niñas primero. Pero a mis hermanos de casta no les gustó que yo educara a las niñas y mi propio padre nos echó de la casa. Nadie estaba dispuesto a dar espacio para la escuela ni teníamos dinero para construirlo. La gente no estaba dispuesta a enviar a sus hijos a la escuela, pero Lahuji Ragh Raut Mang y Ranba Mahar convencieron a sus hermanos de casta sobre los beneficios de la educación.

Junto con su esposo, enseñó a niños de diferentes castas y abrió un total de 18 escuelas. La pareja también abrió un centro de atención llamado Balhatya Pratibandhak Griha (literalmente, "Hogar de Prohibición de Matanza de Niños") para víctimas de violación embarazadas y ayudó a dar a luz y salvar a sus hijos.

## Muerte
Savitribai y su hijo adoptivo, Yashwant, abrieron una clínica para tratar a los afectados por la tercera pandemia mundial de la peste bubónica cuando apareció en la zona alrededor de Nalasopara en 1897. La clínica se estableció en las afueras de Pune, en una zona libre de infección. Savitribai tuvo una muerte heroica tratando de salvar al hijo de Pandurang Babaji Gaekwad. Al enterarse de que el hijo de Gaekwad había contraído la peste en el asentamiento de Mahar en las afueras de Mundhwa, Savitribai Phule corrió a su lado y lo llevó de espaldas al hospital. En el proceso, Savitribai Phule contrajo la peste y murió a las 9:00 p. m. el 10 de marzo de 1897.

## Poesía y otros trabajos
Savitribai Phule también fue una prolífica autora y poeta. Publicó Kavya Phule en 1854 y Bavan Kashi Subodh Ratnakar en 1892, y también un poema titulado "Ve, obtén educación" en el que animaba a los oprimidos a liberarse obteniendo una educación. Como resultado de su experiencia y trabajo, se convirtió en una ardiente feminista. Estableció el Mahila Seva Mandal para crear conciencia sobre temas relacionados con los derechos de la mujer. También pidió un lugar de reunión para las mujeres libre de discriminación de casta o diferenciación de ningún tipo. Simbólico de esto fue que todas las mujeres que asistieron debían sentarse en la misma estera. Savitribai también fue una activista contra el infanticidio. Abrió un refugio para mujeres llamado Hogar para la Prevención del Infanticidio, donde las viudas brahmanes podían dar a luz a sus hijos sin peligro y dejarlos allí para ser adoptados si así lo deseaban. También hizo campaña contra el matrimonio infantil y fue defensora del nuevo matrimonio de viudas. Savitribai y Jyotirao se opusieron firmemente a Sati Pratha y crearon un hogar para viudas y niños desamparados.
En una carta a Jyotirao, Savitribai contó una historia sobre un niño que estaba a punto de ser linchado por sus compañeros del pueblo por tener relaciones con una mujer de casta inferior cuando Savitribai intervino. La autora escribió: «me enteré de su plan asesino. Corrí al lugar y los asusté, señalando las graves consecuencias de matar a los amantes bajo la ley británica. Cambiaron de opinión después de escucharme».

## Legado

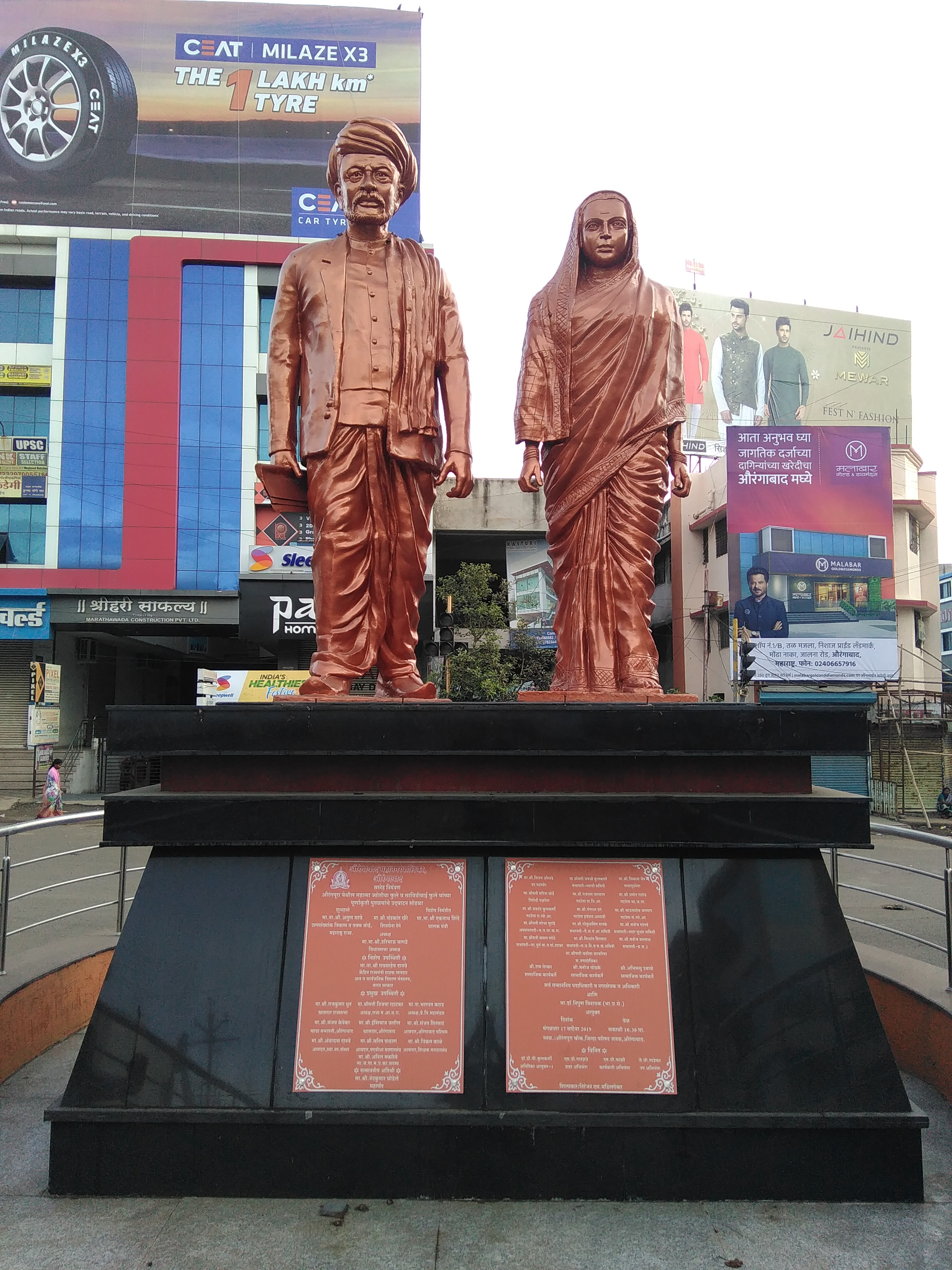
Estatuas de Jyotirao Phule y Savitribai Phule, en Aurangabad en Maharashtra

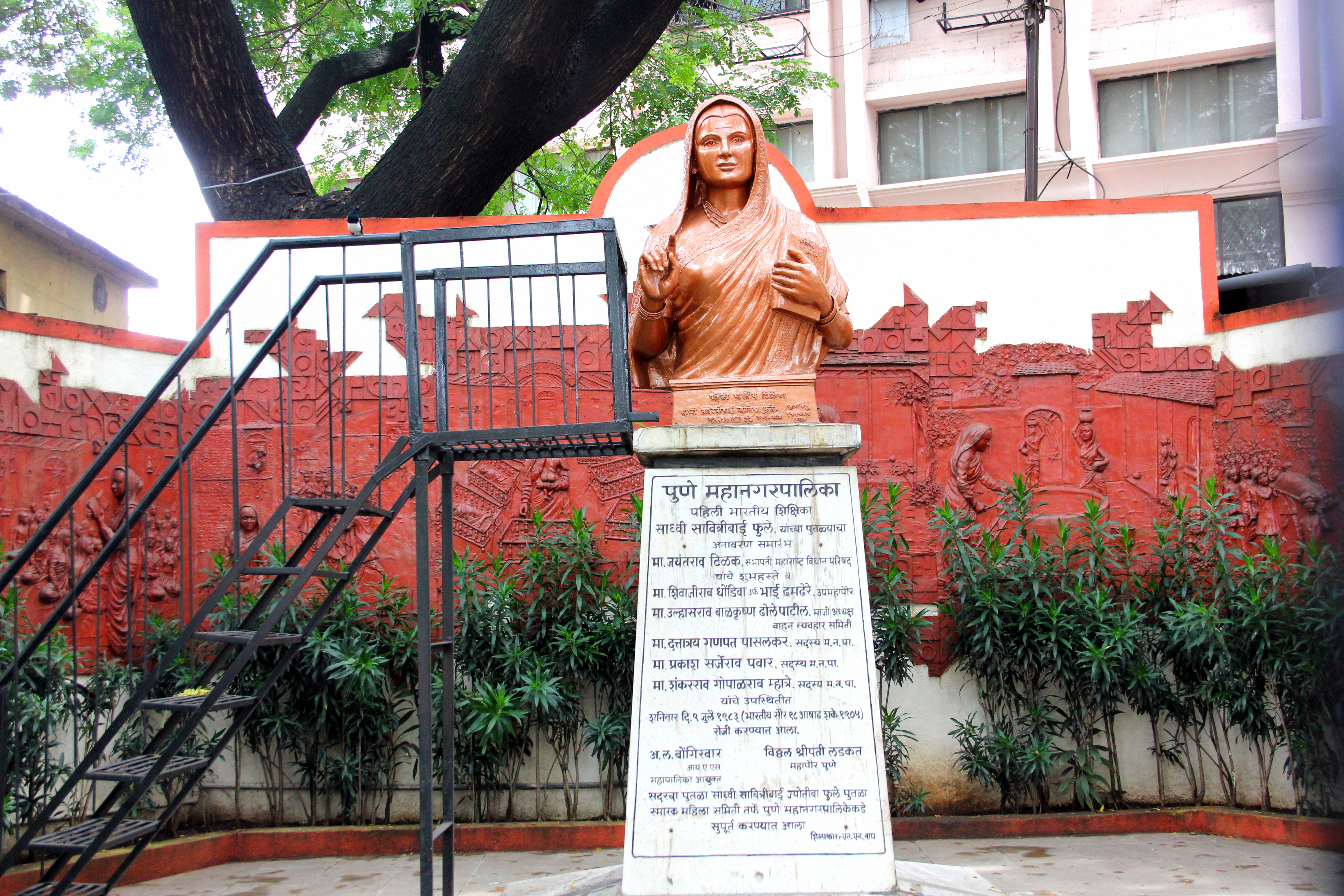
Busto de Savitribai Phule en Pune

- Pune City Corporation creó su monumento en 1983.
- En 2015, la Universidad de Pune pasó a llamarse Universidad Savitribai Phule Pune en su honor.[13]
- El 10 de marzo de 1998, India Post lanzó un sello en honor a Phule.
- El 3 de enero de 2017, el motor de búsqueda Google marcó el 186 aniversario del nacimiento de Savitribai Phule con un Doodle de Google.[14][15]
- Junto con B.R. Ambedkar y Annabhau Sathe, Phule se ha convertido en un icono en particular para las clases atrasadas. Las mujeres de las sucursales locales de Manavi Hakk Abhiyan (Campaña de Derechos Humanos, un organismo Mang-Ambedkarite)[16] organizan con frecuencia procesiones en su jayanti (cumpleaños en marathi y otros idiomas indios).[17]
- En 2018 se hizo una película biográfica en kannada sobre Phule[18] y en 2020 el primer ministro indio rindió homenaje a su contribución en su cumpleaños.[19]